# Сцинковый геккон
Сцинковый геккон (лат. Teratoscincus scincus) — вид ящериц из рода сцинковых гекконов семейства круглопалых гекконов.
Гекконы средних размеров. Крупная, широкая и высокая голова с тупой мордой и глазами навыкате.
Издают характерный писк, а также треск от быстрых движений хвоста,  возникающий при трении ногтевидных пластинок на нём.
Обитает в песчаных массивах. Активность строго ночная. Сцинковые гекконы территориальны и агрессивны, обычны драки самцов в брачный период. Зимовка с конца сентября — начала ноября до середины марта — начала апреля.
Половой зрелости достигают через 18—20 месяцев после выхода из яиц, при длине туловища около 70 мм. Роют норы. Спаривание в конце апреля — середине мая, откладка яиц в первых начале июня, в кладке 1—2 яйца.
Питаются насекомыми, паукообразными.

## Подвиды
- Teratoscincus scincus scincus, (Schlegel, 1858) — номинативный подвид; распространён на юге Казахстана, в странах Средней Азии, в Синьцзян-Уйгурском автономном районе, в Иране и на востоке Аравийского полуострова
- Teratoscincus scincus keyserlingii, Strauch, 1863 — Сцинковый геккон Кайзерлинга, окраска с преобладанием жёлтых тонов, размеры меньше номинативного подвида; встречается в Иране и Пакистане
- Teratoscincus scincus rustamowi, Szczerbak, 1979 — Сцинковый геккон Рустамова, окраска серо-фиолетовых тонов; встречается только на территории Ферганской долины; подвид внесён в красные книги Узбекистана и Таджикистана, как исчезающий, мозаично распространённый, реликтовый эндемичный подвид.